# Canton de Cergy-Nord
Le canton de Cergy-Nord est une ancienne division administrative française, située dans le département du Val-d'Oise et la région Île-de-France.

## Historique
Le canton d'Osny et celui de Cergy ont été créés en 1976 (décret du 22 janvier 1976) en divisant le Canton de Pontoise.
Ils ont disparu en 1985 (décret du 31 janvier 1985), permettant de créer :

- le Canton de Cergy-Nord
- le Canton de Cergy-Sud
- le Canton de l'Hautil

## Composition
Le canton de Cergy-Nord était composé d'une fraction de la commune de Cergy (41 578 habitants en 2011) et de trois autres communes jusqu'en mars 2015 :
| Nom               | Code Insee | Intercommunalité     | Superficie (km2) | Population (dernière pop. légale) | Densité (hab./km2) |
| ----------------- | ---------- | -------------------- | ---------------- | --------------------------------- | ------------------ |
| Cergy (chef-lieu) | 95127      | CA de Cergy-Pontoise | 11,65            | 62 979 (2014)                     | 5 406              |
| Boissy-l'Aillerie | 95078      | CC Vexin Centre      | 6,53             | 1 817 (2014)                      | 278                |
| Osny              | 95476      | CA de Cergy-Pontoise | 12,52            | 17 090 (2014)                     | 1 365              |
| Puiseux-Pontoise  | 95510      | CA de Cergy-Pontoise | 5,64             | 406 (2014)                        | 72                 |

## Conseillers généraux du canton d'Osny
| Période | Période | Identité           | Étiquette | Qualité                               |
| ------- | ------- | ------------------ | --------- | ------------------------------------- |
| 1976    | 1985    | Jean-Louis Gineste | PS        | Professeur à l'IUFM de Cergy-Pontoise |

## Conseillers généraux du canton deCergy
| Période | Période | Identité         | Étiquette                 | Qualité                                                                                              |
| ------- | ------- | ---------------- | ------------------------- | --- |
| 1976    | 1982    | Christian Jessen | PS puis MRG puis App. UDF | Chef du personnel                                                                                    |
| 1982    | 1985    | Isabelle Massin  | PS                        | Chef de cabinet, puis conseillère technique de Michel Rocard Elue en 1985 dans le Canton de l'Hautil |

## Conseillers généraux du canton deCergy-Nord
| Période | Période | Identité            | Étiquette   | Qualité |
| ------- | ------- | ------------------- | ----------- | --- |
| 1985    | 2001    | Christian Gourmelen | UDF puis DL | Attaché d'administration centrale à la Caisse des dépôts et consignations Maire d'Osny de 1971 à 2011 Député (1993-1997) |
| 2001    | 2015    | Thierry Sibieude    | DVD puis PR | Professeur Conseiller municipal de Cergy                                                                                 |

## Démographie
| 1990   | 1999   | 2006   | 2011   | 2012   |
| ------ | ------ | ------ | ------ | ------ |
| 47 099 | 53 779 | 59 176 | 60 102 | 61 201 |